# Răspunsuri scurte la marile întrebări
Răspunsuri scurte la marile întrebări (în engleză Brief Answers to the Big Questions) este o carte de popularizare a științei scrisă de fizicianul Stephen Hawking și publicată de Hodder & Stoughton (copertă dură) și Bantam Books (copertă broșată) în 2018. Cartea analizează unele dintre cele mai mari mistere ale universului și promovează viziunea conform căreia știința este foarte importantă pentru a ajuta la rezolvarea problemelor de pe planeta Pământ. Editorul descrie cartea ca „o selecție a celor mai mai profunde, accesibile și oportune reflecții ale lui Hawking, din arhiva sa personală” și include, potrivit unui recenzent al cărți și se bazează „pe o jumătate de milion de cuvinte” din eseuri, prelegeri și discursuri principale. Cartea a fost neterminată la data decesului autorului în martie 2018, dar a fost completată de către „colegii săi academici, familia sa și moștenitorii lui Stephen Hawking”. O prefață a cărții a fost scrisă de Eddie Redmayne, actorul câștigător al premiului Oscar, care l-a interpretat pe Stephen Hawking în filmul „Teoria întregului” din 2014; o introducere a fost scrisă de către Kip Thorne, fizician câștigător al premiului Nobel; și o postfață de către Lucy Hawking, fiica autorului. O parte din drepturile de autor asupra cărții vor ajunge la Asociația pentru boala neuronului motor și Fundația Stephen Hawking.

## Conținut
Cartea este împărțită în patru secțiuni: „De ce suntem aici? Vom supraviețui? Tehnologia ne va salva sau ne va distruge? Cum putem prospera?”

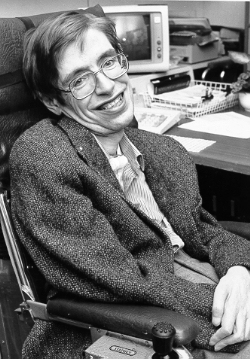
Stephen Hawking
(1980)

Cele zece întrebări importante care sunt luate în considerare includ: Există un Dumnezeu? Cum a început totul? Ce este în interiorul unei găuri negre? Putem anticipa viitorul? Este posibilă călătoria în timp? Vom supraviețui pe Pământ? Inteligența artificială ne va depăși în deșteptăciune? Există viață inteligentă extraterestră în univers? Ar trebui să colonizăm spațiul cosmic? Cum putem modela viitorul?
Cartea discută multe dintre provocările actuale, inclusiv cea mai mare amenințare la adresa planetei (o „coliziune cu asteroizi”), schimbările climatice („o creștere a temperaturii oceanului ar topi calotele glaciare și ar cauza eliberarea unor cantități mari de dioxid de carbon ... [făcând] clima noastră ca cea de pe Venus cu o temperatură de 250 ° C (482 ° F)), amenințarea războiului nuclear („într-un anumit moment dat, în următorii 1000 de ani, războiul nuclear sau o calamitate de mediu ar putea „distruge Pământul”), energia nucleară („care ne-ar furniza energie curată fără poluare sau încălzire globală"), dezvoltarea inteligenței artificiale (AI) ("în viitor AI ar putea dezvolta o voință proprie, o voință care ar putea fi în conflict cu a noastră”), oamenii („o rasă modificată genetic de supraoameni, să spunem cu o memorie și rezistență la boală mai mare, i-ar periclita pe ceilalți”), viața („în următorii 50 de ani vom ajunge să înțelegem cum a început viața și, eventual, dacă există viață în altă parte a universului”) și Dumnezeu („dacă doriți, puteți numi legile științei „Dumnezeu”, dar nu ar fi un Dumnezeu personal pe care să-l întâlniți și să-i puneți întrebări ... [totuși] cea mai simplă explicație este că Dumnezeu nu există și nu există dovezi de încredere despre viața de apoi, deși oamenii pot trăi prin influența și genele lor”).
În carte, potrivit lui Hawking, educația și știința sunt „în pericol acum mai mult ca niciodată” și îndeamnă tinerii „să privească în sus spre stele și nu în jos la picioarele lor... Încercați să înțelegeți ceea ce vedeți, și întrebați-vă ce face universul să existe... Este important să nu renunțați. Dezlănțuiți-vă imaginația. Făuriți viitorul.”

## Recenzii
Fizicianul Marcelo Gleiser, revizuind cartea pentru NPR, scrie: „Stephen Hawking este o stea rară, viața lui simbolizând ce are umanitate mai bun de oferit... [cartea sa este una dintre cele, pe care], orice persoană care se gândește la viitorul omenirii ar trebui să o citească ... Dacă există o temă unificatoare în cadrul cărții, aceata este credința profundă a lui Hawking în capacitatea științei de a rezolva cele mai mari probleme ale umanității ... Răspunsurile sale, la marile întrebări, ilustrează credința sa în raționalitatea naturii și în capacitatea noastră de a-i descoperi toate secretele. Optimismul lui pătrunde în fiecare pagină ... Deși Hawking atinge subiecte ca originea universului, fizica găurilor negre și alte subiecte preferate, principala sa preocupare în această carte nu este fizica. Este umanitatea și viitorul ei colectiv... Concentrându-și atenția în carte asupra trei întrebări înrudite - viitorul planetei noastre, colonizarea altor planete și dezvoltarea inteligenței artificiale - el își creionează strategia pentru a ne salva de noi înșine ... Numai stiința susține Hawking, ne poate salva de greșelile noastre ... Hawking crede că misiunea evolutivă a omenirii este să se răspândească prin galaxie ca un fel de grădinar cosmic, semănând viața de-a lungul drumului. El crede ... că vom dezvolta o relație pozitivă cu mașinile inteligente și că, împreună, vom reproiecta soarta actuală a lumii și a speciei noastre.”
Cartea lui Hawking, scrie pentru The Guardian, editorul științific premiat Tim Radford, este „fără să depui efort, instructivă, captivantă, conține cele mai recente informații și - acolo unde contează - spirituală”. Radford îl citează pe Hawking: „Dacă universul se rezumă la nimic, atunci nu e nevoie de un Dumnezeu pentru a-l crea. Universul este ultimul prânz gratuit”, „cea mai gravă greșeală făcută de noi vreodată”, dacă desconsiderăm inteligența artificială, „viitorul nostru este o cursă între puterea tot mai mare a tehnologiei noastre și înțelepciunea cu care o folosim. Să facem așa încât cu siguranță înțelepciunea să câștige.” și „Dacă umanitatea va continua încă un milion de ani, viitorul nostru constă în a merge cu îndrăzneală [cu mai multă explorare spațială cu echipaj], unde nimeni altcineva nu a ajuns.” Radford scrie, „Oamenii care cer o educație bună pentru toți, un NHS (Serviciul Național Medical) finanțat decent și investiții serioase în cercetare îl vor redescoperi ca pe un prieten”.
Recenzentul Abigail Higgins, scriind pentru Vox, constată că autorul Hawking, este „amuzant și optimist, chiar dacă ne avertizează că este probabil ca inteligența artificială să ne depășească în deșteptăciune, că cei bogați sunt destinați să se transforme într-o specie supraumană și că planeta se grăbește spre nelocuibilitate ... cartea este, în cele din urmă, un verdict asupra viitorului omenirii. La prima impresie, verdictul este că suntem condamnați. Dar la o privire mai atentă există și altceva aici, o credință că înțelepciunea umană, inovația, vor împiedica distrugerea noastră, chiar și atunci când părem foarte hotărâți să o înfăptuim.” Potrivit recenziei cărții făcute de jurnalistul de știință Matin Durrani, redactorul actual al Physics World: „Hawking atinge toate ideile importante pe care te aștepți să le găsești în una din cărțile sale. Relativitatea generală. Big Bang-ul. Inflația. Formarea galaxiilor. Undele gravitaționale ... Această carte va fi manifestul lui Hawking. Optimist, plin de speranță și vizionar, vede știința și înțelegerea științifică - vitală pentru viitorul omenirii.”

## Critică
Potrivit lui John Horgan, jurnalist de știință care scrie pentru The Wall Street Journal, în cartea sa, Hawking, preferă teoria coardelor ca o modalitate de a explica „Teoria întregului” (pe care Hawking o prevede a fi rezolvată până la „sfârșitul acestui secol”) și, bazat pe mecanica cuantică, consideră spațiul gol ca fiind umplut cu particule virtuale, „intrând și ieșind din existență”, sugerând că întregul nostru univers a început ca una dintre aceste particule și, în plus, cosmosul nostru este „doar o bulă minusculă într-un ocean infinit sau multivers”. În această privință, Horgan se referă la îngrijorarea exprimată de fizicianul german Sabine Hossenfelder, în cartea din 2018 „Pierduți în matematică: Cum frumusețea conduce fizica pe o cale greșită”, cum „fizicienii care lucrează la teoria coardelor și multivers nu fac de fapt fizică”, și citează din Hossenfelder, „Nu mai sunt sigură că ceea ce facem aici, în fundamentele fizicii, este știință”.
Jon Christian, scriind pentru Futurism și publicat în Science Alert, notează că Hawking, în cartea sa, face câteva predicții, inclusiv predicții despre editarea genetică, inteligența artificială și religie, cu care unii experți nu pot fi pe deplin de acord. Recenzentul Zayan Guedim, comentând pe EdgyLabs, scrie: „Cartea nu este o culminare a tuturor lucrărilor omului de știință și nu oferă descoperiri deosebit de noi. Totuși ne arată importanța viitorului nostru, „întrebările importante” și necesitatea tot mai mare de a avea grijă de planeta noastră.”